# Blanche Reuterswärd-Hallström
Blanche Eva Berta Elisabeth Reuterswärd-Hallström, född 15 april 1918 i Stockholm, död 26 juni 1953 i Nelson, Nya Zeeland, var en svensk målare.
Hon var dotter till tandläkaren Oscar Per Herman Reuterswärd och Blanche Gottschalk och från 1938 gift med kammarmusikern Ivar Hallström samt syster till Oscar Reutersvärd. Hon studerade målning vid Blombergs målarskola i Stockholm och skulptur för bildhuggaren Michail Katz 1934–1935 samt vid Edward Berggrens målarskola 1936–1936 och under studieresor till Paris, Sydfrankrike och Kanarieöarna. För att fördjupa sina kunskaper i kompositionslära studerade hon i slutet av 1940-talet för Lennart Rodhe och Pierre Olofsson. Hon var tillbakadragen och självkritisk, vilket medförde att hon sällan visade sin konst offentligt. Hon utvandrade 1951 till Nya Zeeland där hon huvudsakligen var verksam som porträttmålare. Hennes konst består förutom porträtt av landskapsmåleri utfört i olja. Hon finns representerad med ett flertal officiella porträtt i offentlig ägo på Nya Zeeland och bland hennes svenska porträtt märks det som hon målade av Gerard Bonnier.